# Cantonul La Valette-du-Var
Cantonul La Valette-du-Var este un canton din arondismentul Toulon, departamentul Var, regiunea Provence-Alpes-Côte d'Azur, Franța.

## Comune
- La Valette-du-Var (reședință)
- Le Revest-les-Eaux